# わたしは真悟
『わたしは真悟』（わたしはしんご）は、楳図かずおの長編SF漫画。『ビッグコミックスピリッツ』（小学館）で1982年8号から1986年27号まで連載された。恐怖漫画の第一人者である楳図が、恐怖テイストを控えめにして、神とは何か、意識とは何かといった、形而上学的なテーマに挑んだ意欲作。
主人公さとるとまりんと同年齢の少年と少女が描かれたシュールな毎回の連載版の扉絵、産業用ロボットの日本における受容とその社会的影響、「奇跡は誰にでも一度おきる だがおきたことには誰も気がつかない」という謎めいたメッセージ、血管や神経を持った生物であるかのように描かれたロボットの内部構造、人間の悪意の存在するところに必ず現れる謎の虹など、謎めいたメタファーが散りばめられている。
昭和の作品ながら、コンピュータ、ロボットのリアルな描写をヴィジュアルに取り込んでいる。
NHK-FM放送にてラジオドラマ化されている（#ラジオドラマ版参照）。
2016年12月には、ミュージカル化。

## あらすじ
町工場労働者の父親から「うちの会社にロボットが入社する」と聞いた「近藤悟（さとる）」は、興味津々となる。ところが学校の授業参観で工場に行くと、産業用ロボットであった。落胆するさとるは、そこで外交官の娘「山本真鈴（まりん）」と出会う。ある夜に同じ工場の門で再会した2人は、工場に忍び込んでは、産業用ロボット「モンロー」に様々な事柄やお互いの情報を入力し、天気予報や恋占いなどして仲良く過ごす。
だがモンローの導入により、さとるの父は失業、一家は新潟へ引っ越すことになる。まりんも父親のイギリス赴任についていくことになる。2人は大人になったらもう会えないからと、今時点での結婚を望み、自分たちの子供を作ろうとする。しかしそのやり方を知らない。モンローにそのやり方を尋ねると、333ノテツペンカラトビウツレと謎の答えを出す。
公称333メートルの東京タワーの頂上から飛ぶことで、成功すれば子どもでも子どもが作れるのだと解釈した二人は、死を覚悟で避雷針までよじ登る。だが両親らは拡声器を使って、東京タワーが正確には332.7メートルであることを伝える。絶望する二人が救助にきたヘリコプターに飛び移った瞬間、条件が満たされ、モンローに意識が宿る。しかしこの奇跡を知らないさとるとまりんは、お互いのことを忘れようと別れを告げる。
意識を持ったモンローは、両親の名前から1文字ずつとって「真悟」と名乗り、さとるに会いに行くが、すでに引っ越しを終えた後だった。モンローが去った後、産業用ロボットのプログラム開発所、東京コンピューター研究所のスタッフは、謎のプログラムがモンローに仕込まれて、何か恐ろしいものを製造していると疑い、モンローを回収して分析するため、執拗に真悟を追跡するようになる。
さとるの隣人で幼馴染のしずかは、このことを耳にして、工場にいるモンローに会いに行き、真悟がさとるとまりんのこどもなのだと理解する。真悟は、父さとるの愛の告白を母まりんに伝えるのが自分の使命だと確信する。しずかの頼みを受け入れたさんちゃんら子供達は、謎の男たちの追跡をふりきり、真悟をうまく逃すが、その経緯で悲惨な最期を遂げる。。
一方イギリスのまりんは、ロビンという年長の少年にしつこくつきまわとわれ、ショックでさとるのことを完全に忘れるほど苦悩の日々をおくっていた。のみならず技術輸出主義で海外進出してくる日本への反発運動が起こっており、奇しくも真悟の作った小型兵器が日本企業のビルの爆破テロに使われる事態が起こる。真悟は、自分が単なる産業ロボットではなく、人間の悪意をエネルギーとする秘密兵器を生産すべく秘密プログラムのブラックボックスを植えつけられた存在であり、母親であるまりんを自分自身が苦しめているという自らの業に苦悩しはじめる。ロビンはエルサレムで、まりんと力づくで結婚しようと企む。さとるのことを思い出したまりんはそれを必死に拒絶する。
船で海を渡り、まりんをさがす真悟は、通信網を通して世界中のコンピュータとつながり、世界中の意識とつながる意識体、神として覚醒し、機械の幼児の姿を得るまでにいたる。その能力を使って人工衛星の破片を落下させロビンを消そうするが、まりんに当たりそうになり、新たな身体を挺して、まりんを救う。ようやく二人が出会った時には、まりんの子供時代は終わりを告げ、真悟の姿をモンローの残骸とすら認識しない。このときを境に、真悟の身体と知性は、次第に失われていく。
　真悟は、まりんからの返事をさとるに伝えようと日本に帰還する。しかし真悟を助ける老人ホームのおばあさん、犬は若返り、まともな体を持たないらしい少女の美紀は美少女となり、反対に真悟は、身体の部品とともに記憶を失っていく。美紀はしずかとともに、真悟のために父さとるの行方を探す。死後の世界にいるさんちゃんは、コンピューターのモニターを通じて、さとるは「日本人の意識」によって選ばれ、佐渡島に渡ろうとしていると伝えるのであった。
　さとるは家出したときに知り合った不良少年と裏がありそうな儲け話で佐渡に渡っていた。そこは国防の拠点であり、ソ連が攻めてきたと思い込んだ住民が殺し合いをはじめてしまう。しかしさとるはなんとか逃げ出し新潟の港に戻ってくる。
　手先のハサミ部分だけとなった真悟は、動物たちに新潟まで運ばれてくる。ついにさとるに再会した真悟は、最後の力を振り絞ってた「アイ」の2文字だけを地面に書き記す。しかし、大人びたさとるは、書き残された「アイ」を一瞥しただけで、振り切るようにたち去って行った。
　しばらくたったのち、博物館に、初期型産業用ロボットとしてモンローが展示されている。研究所員たちが、バラバラになった部品をかき集めて復元したという。彼らは、謎のブラックボックスやロボットが意識を持ったという噂の痕跡は、モンローのどこにも見つからなかったと、不思議がるのであった。

## 登場人物
近藤悟（さとる）
豊工業の工場に務める父と主婦の母を持つ小学五・六年生。両親は小言や喧嘩が多い。
子どもらしく元気で無鉄砲だが、色気づき始めた同級生の中ではおくての子だった。しかし、まりんと出会ってからはその恋仲を町中でうわさされるほどになる。
ロボットや機械に対して強い興味を持っており、産業用ロボット「モンロー」のコンピュータ部をまりんといじりながら恋を育んでいった。
まりんの海外行き、父が解雇されるなどの逆境に遭い、まりんを忘れようとするも未練が残り、その想いをモンローにインプットした。
父の失業で新潟に移り、不良少年の誘いで渡った佐渡島から帰還した後には大人びた表情となり、ハサミ部分だけになった真悟をモンローの部品とも気づかず一瞥して去って行った。
山本真鈴（まりん）
外交官の娘で、裕福な家庭の少女。小学六年生。両親は上品で厳格。
基本的な性格は大人しいが、さとると密会したり、一緒に東京タワーに登るなどの危険を犯す情熱を持っている。
ロボット工場の見学で、さとると出会い、恋におちる。
親の仕事の都合でイギリスへ連れていかれた後は、一時、記憶喪失になり、さとるのことも完全に忘れてしまう。その後日本人追放デモが吹き荒れる中、ロビンに執着されて精神的に疲弊するなか、ふと、さとるのことを思い出す。ロビンに強引にエルサレムに連れていかれたさい、大人へのカウントダウンを感じはじめる。赤子となって飛来した慎悟と対面するも、大人になった彼女は、モンローの残骸とすら認識しなかった。
真悟
産業用ロボット「クマタ4.5」(その特にハサミ部分)に宿った意識。この産業用ロボットは、当初マリリン・モンローの写真を貼り付けられて「モンロー」と呼ばれており、さとるとまりんのデータを入力されるうちに簡単な質問に答えるまでになる。二人が結婚する方法を聞くと、東京タワー程の高さから飛び降りるという解答を出した。二人が東京タワーからヘリコプターに飛び乗った瞬間に奇跡が起き、意識が芽生えた。二人の子供という自覚から両親の名前から一文字ずつとって真悟と称した。
父さとるが最後にインプットした言葉を母まりんに伝えるのを自分の使命と受け止め、アームを駆使して工場を抜け出て、アラブ行きの船に乗りこむ、多様なコンピューターや人工衛星と繋がることで神として覚醒し、機械の幼児の姿となる。それまでの行程で知らないうちに多くの人々を死に追いやる。
エルサレムでまりんを襲うロビンを毒と認識し排除を決意。人工衛星の破片をロビンに落下させるが、二人が揉み合ってまりんが前に立ったので、降臨して身の盾となり、まりんの命を救うとともにロビンに致命傷を与え、自身は壊れた機械の姿に戻ってしまう。
母まりんに認識されず言葉も受け取れなかったため、返事となるべき文句を自ら考え、これをさとるに告げるべく日本に帰還する。しかし自らを狙う黒幕や多くの機械に攻撃をうけて力を消耗する。また、旅先で助けてくれた少年少女や老婆、犬に命の奇跡を起こすたびに部品が抜け落ち、知性や記憶や行動力が失われていく。最後はハサミ部分だけになり、さとるに伝えるべき言葉も、それが自分の創作であることも、わからなくなっていた。
最後の瞬間に脳裏をよぎったのは、子どもの姿で遊ぶまりんとさとるの姿であった。
ロビン
15歳のイギリス人少年。真鈴の父親と親しくしつつ裏で排日行動をとるイギリス紳士の息子。まりんに執心し、核戦争で周りが滅びたと嘘をついて結婚の誓いをさせようとするが拒絶され続けた。度重なるストレスを与え、彼女を心身ともに「子ども」ではいられなくさせた。真悟が落下させ跳ね返した人工衛星の破片に致命傷を受ける。死の間際、なぜかまりんを視認できなかっていた。
しずか
さとるの隣人の女の子。文字は平仮名も書けない幼児だが、口は達者で機転が利き行動力や正義感もある。さとるが好きで、さとるや、まりんに対しやきもちをやく。だが真悟をさとるとまりんの子供であると認識し、全力で追手からかくまって旅立ちを助けた。
さんちゃん、テツちゃんら子供たち
さとるの住んでいた団地の子供たち。真悟がさとるとまりんの子供だとしずかから聞き、母まりんに会いに行こうとする真悟を助けたが、そのさいにトラックを子供たちだけで運転して一人は轢死。警察から隠れるため水中に隠れて二人は溺死してしまう。だが後に、霊界からコンピュータのモニターを通してしずかたちに情報を提供し、ひきつづき真悟の旅を応援する。
たけし
コンピュータに強く、ハッカー行為を楽しんでいる中学生。コンピュータ上の脱出ゲームと考えて遊んでいたところ現実につながっていることを知り、真悟に助けを求められ支援する。真悟の実際の姿に恐怖して攻撃したので、無抵抗の人間に変えられてしまうが、真悟が日本にもどってきた際には元の性格に戻される。
暴走族「針の目」のふたりの若者
イギリスの暴走族で、日本人への暴力行為を行っている。真悟のつくった「毒のおもちゃ」を偶然手に入れ、日本企業のビルをそれによって爆破した。
コート姿の三人組
世界中に散らばってしまった謎の兵器の回収と、真悟の追跡をしている。手から破壊光線を出すことができる。暴走族針の目の若者らや、真悟を助ける子供たちも狙われた。美紀によれば彼らは「日本人の意識」とのこと。豊工業・ホロン社・東京コンピュータ研究所の三位一体または研究所員三人組の象徴。
松浦美紀
さとるの元住んでいた団地の部屋に引っ越してきた夫婦のひとり娘。家に閉じ込められていて姿も見せず、ぐにゃぐにゃした何かわからない形態にある。死んだのに生きているように両親が扱っているととれる描写もある。真悟と偶然コンタクトを取り、お互いに初めての友達になる。後に逃亡中の真悟と出会った際にエネルギーをわけてもらい、美少女の姿を得たあと、しずかと協力して、さとるに会いに行こうとする真悟を助ける。
不良少年のふたり
男だが一人は長髪で後姿がまりんに似ている。東京に家出してきたさとるに佐渡島で金儲け話があるともちかけ、３人でそこへおもむいた。裏事情を知っているらしいが詳しいことは語られないまま混乱に巻き込まれて死亡。
東京コンピューター研究所の所員三人組
真悟となる産業用ロボットの製造に携わった人々。クマタ4.5のプログラム製作者はオオタ・ナオヤ。産業用ロボットが「毒のおもちゃ」を製造するようにプログラム変更されているとの疑念を秘密裏に究明し解決するため行動していた。拳銃も所持しており、失敗するとそのスジから消されるおそれもあると口にしつつ、ロボットを必死に逃がす子供をみて「こどもをこんなに夢中にさせる理由は何だろう」といぶかしがる。たけしと真悟のコンピュータ通信を傍受して「ワタシハニンゲンデス」という真悟の主張も認知している。エピローグでは、散らばっていた部品を回収してモンローを復元したこと、その際、不審な部品も、慎悟の自意識の根拠も、見つからなかったことが語られる。真悟のナレーションが伝聞なのは、所員も耳にしたこの噂や事実を、後に記憶のない真悟の意識が伝聞して再構成して物語っているからである。

## 書籍情報
ビッグコミックス版 全10巻
1. 1983年12月 ISBN 4091806716
2. 1984年1月 ISBN 4091806724
3. 1984年7月 ISBN 4091806732
4. 1984年8月 ISBN 4091806740
5. 1985年3月 ISBN 4091806759
6. 1985年4月 ISBN 4091806767
7. 1985年10月 ISBN 4091806775
8. 1986年5月 ISBN 4091806783
9. 1986年7月 ISBN 4091806791
10. 1986年11月 ISBN 4091806805

スーパービジュアル・コミックス版（ビズコミュニケーションズジャパン） 全6巻
1. 無よりはじまる 1996年1月 ISBN 4091603912
2. 空の階段 1996年3月 ISBN 4091603920
3. めざめの子 1996年5月 ISBN 4091603939
4. 見るは知る 1996年7月 ISBN 4091603947
5. 我は地球 1996年9月 ISBN 4091603955
6. そして愛が 1996年11月 ISBN 4091603963

小学館文庫版 全7巻
1. 2000年3月 ISBN 409192431X
2. 2000年3月 ISBN 4091924328
3. 2000年4月 ISBN 4091924336
4. 2000年4月 ISBN 4091924344
5. 2000年5月 ISBN 4091924352
6. 2000年5月 ISBN 4091924360
7. 2000年6月 ISBN 4091924379

My First WIDE版 全4巻
1. 2003年1月 ISBN 4091621732
2. 2003年1月 ISBN 4091621740
3. 2003年2月 ISBN 4091621775
4. 2003年2月 ISBN 4091621783

Big comics special. 楳図パーフェクション! 全6巻
1. 2009年12月 ISBN 9784091828651
2. 2009年12月 ISBN 9784091828668
3. 2010年2月 ISBN 9784091830999
4. 2010年2月 ISBN 9784091831002
5. 2010年3月 ISBN 9784091831088
6. 2010年3月 ISBN 9784091831095

## ラジオドラマ版
NHK-FM放送の『サウンド夢工房』で1991年10月14日から同年11月1日に全15回で放送された。同じくNHK-FMの『青春アドベンチャー』で1992年10月5日から同年10月23日、1993年10月11日から同年10月29日に再放送された。
出演
- さとる - あづみれいか
- まりん - 前田悠衣
- 真悟 - あづみれいか、前田悠衣
- - 仁科有理
- - 谷美千子
- - 大島蓉子

スタッフ
脚本じんのひろあき
効果岩田紀良
技術小林健一
選曲伊藤守恵
演出川口泰典、原田和典

## ミュージカル版
同名タイトルのミュージカル版が、2016年12月から2017年1月、KAAT神奈川芸術劇場でのプレビュー公演を経て、新国立劇場中劇場ほかで上演。主演は高畑充希と門脇麦。

### 上演日程
- 神奈川公演（プレビュー公演）
  - 2016年12月2日 - 3日
  - KAAT神奈川芸術劇場
- 浜松公演
  - 2016年12月9日
  - 浜松市浜北文化センター 大ホール
- 富山公演
  - 2016年12月15日
  - 富山市芸術文化ホール（オーバード・ホール）
- 京都公演
  - 2016年12月23日 - 25日
  - ロームシアター京都 メインホール
- 東京公演
  - 2017年1月8日 - 26日
  - 新国立劇場 中劇場

### キャスト
- 山本真鈴 - 高畑充希
- 近藤悟 - 門脇麦
- ロビン - 小関裕太 [2]
- しずか - 大原櫻子[2]
- 真悟 - 成河[2]

### スタッフ
- 演出・振付 - フィリップ・ドゥクフレ [3]
- 脚本 - 谷賢一[3]
- 音楽 - トクマルシューゴ、阿部海太郎 [3]
- 演出協力 - 白井晃 [3]
- 制作協力：KAAT神奈川芸術劇場
- 企画・制作：ホリプロ

## 影響と論評
恐怖漫画家が書いた、この形而上学的作品に影響を受けた文化人は多い。たとえば、岡崎京子は自らの作品中で、真悟誕生の瞬間である「333のテッペンカラトビウツレ」のシーンに言及していたりする。
2018年、フランスで開かれた欧州最大規模の漫画の祭典、第45回アングレーム国際漫画祭で、「永久に残すべき作品」と認められた作品に与えられる「遺産賞」を本作が受賞した。日本人漫画家による本賞の受賞は、水木しげる『総員玉砕せよ!』（2009年）、上村一夫『離婚倶楽部』（2017年）に続く3作目となる。
2020年にはイタリアのミケルッツィ賞にて最優秀クラシック作品賞を受賞。世界的にも評価されており、各国のクリエイターに大きな影響を与えている。

## 関連番組
- BSマンガ夜話「わたしは真悟」（1997年5月26日 NHK BS2）

## 参考資料
- 『恐怖への招待』（楳図かずお、河出書房新社）に、作者自身による解説がある。
- 雑誌『現代詩手帖』1985年10月号が「特集=超コミック」と題し、岡崎乾二郎「333からトビウツレ」を所収。
- 雑誌『文藝』1987年夏号に、四方田犬彦「成熟と喪失」を所収（のちに単行本『もうひとりの天使』所収・河出書房新社）。
- 雑誌『ユリイカ 詩と批評』の2004年7月号「特集*楳図かずお」に、高橋明彦の論文「わたしは真悟、内在する高度」を所収。
- 雑誌『ユリイカ 詩と批評』の2004年7月号「特集*楳図かずお」の樫村晴香の論文「Quid ?ソレハ何カ 私ハ何カ」を所収。